# Alexander Ogando
Alexander Ogando (San Juan de la Maguana, 3 de maio de 2000) é um atleta dominicano, campeão mundial e medalhista olímpico.
Nos Jogos Olímpicos de Verão de 2020, conquistou a medalha de prata na prova de revezamento 4x400 metros misto com o tempo de 3:10.21 minutos, ao lado de Lidio Andrés Feliz, Marileidy Paulino, Anabel Medina e Luguelín Santos. No Mundial de Eugene 2022, conquistou o ouro também no 4x400 m misto.